# Peter-Sodann-Bibliothek
Die Peter-Sodann-Bibliothek ist eine 1990 von Peter Sodann begründete und 2012 eröffnete öffentliche Bibliothek in Stauchitz, Ortsteil Staucha, die ausschließlich Literatur und Druckerzeugnisse sammelt, die vom 8. Mai 1945 bis zum 3. Oktober 1990 in der Sowjetischen Besatzungszone (SBZ) und auf dem Gebiet der Deutschen Demokratischen Republik (DDR) erschienen sind. Dabei handelt es sich nicht nur um DDR-Literatur, sondern alles, was von DDR-Verlagen veröffentlicht wurde (siehe Literaturpolitik der DDR). Sie wurde am 12. Mai 2012 eröffnet und wird als Präsenzbibliothek betrieben.

## Geschichte

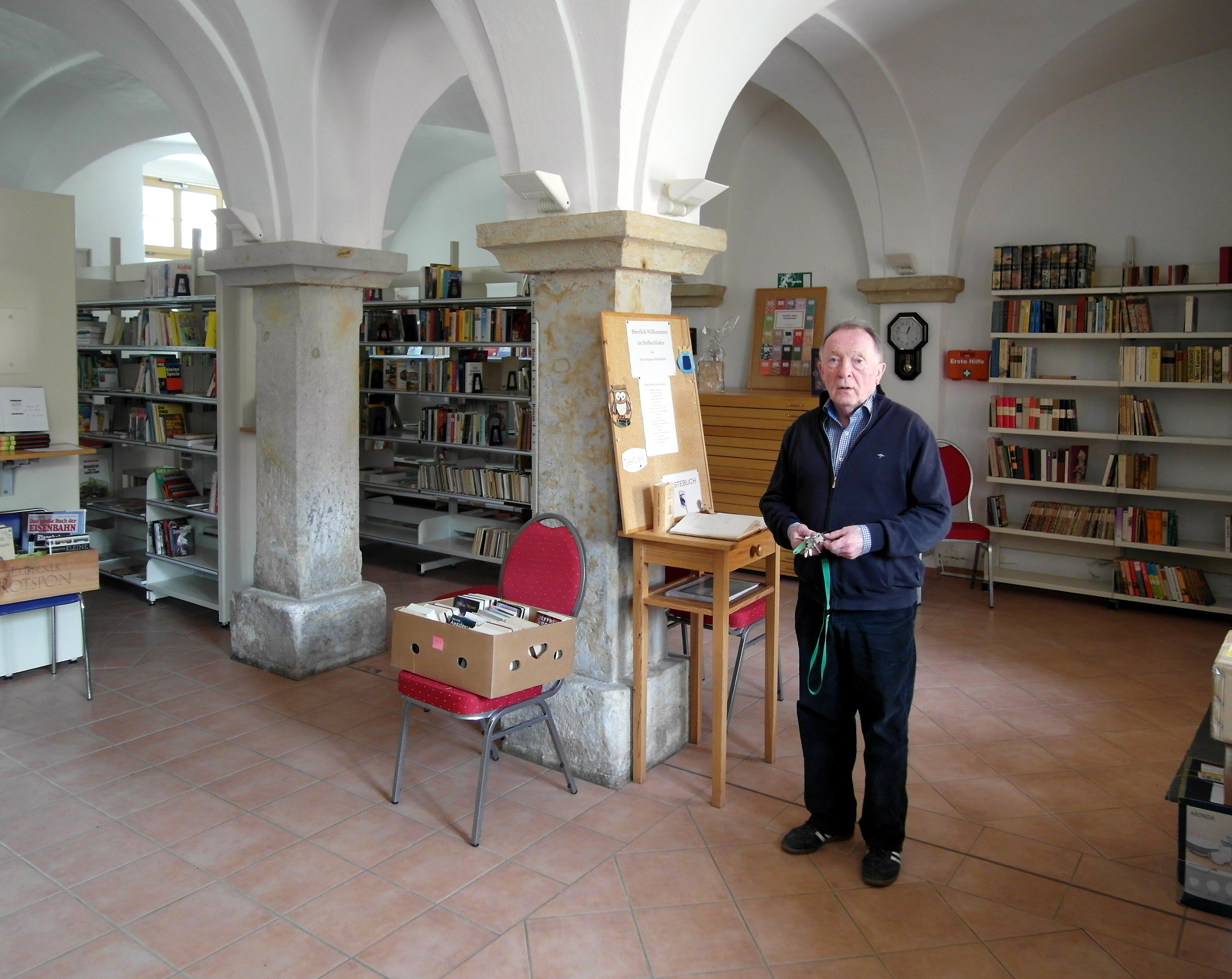
Peter Sodann in der Bibliothek (2017)

Die Büchersammlung der Bibliothek wurde ab 1990 von Peter Sodann aufgebaut. Die Homepage der Bibliothek vermerkt dazu:

„Nie vergaß er zu erinnern, dass seine Sammlung an Büchern aus ‚weggeworfenen‘ Büchern bestand. Dies war der Anfang, als er containerweise die zur Vernichtung preisgegebenen Bücher aus Verlagen der DDR rettete. Später wussten Menschen, dass er ihre Bücher und Buchsammlungen bewahren würde, wenn es ihnen selbst nicht mehr gelang.  Hier fanden sie einen Verbündeten, der in der Wendezeit den zu erwartenden Verlust an Schriftgut mehr fühlte als den Gewinn in der neuen Zeit.“

Die Geschichte der Bibliothek kann durch folgende Etappen beschrieben werden:

### 1990–2007 Halle (Saale)

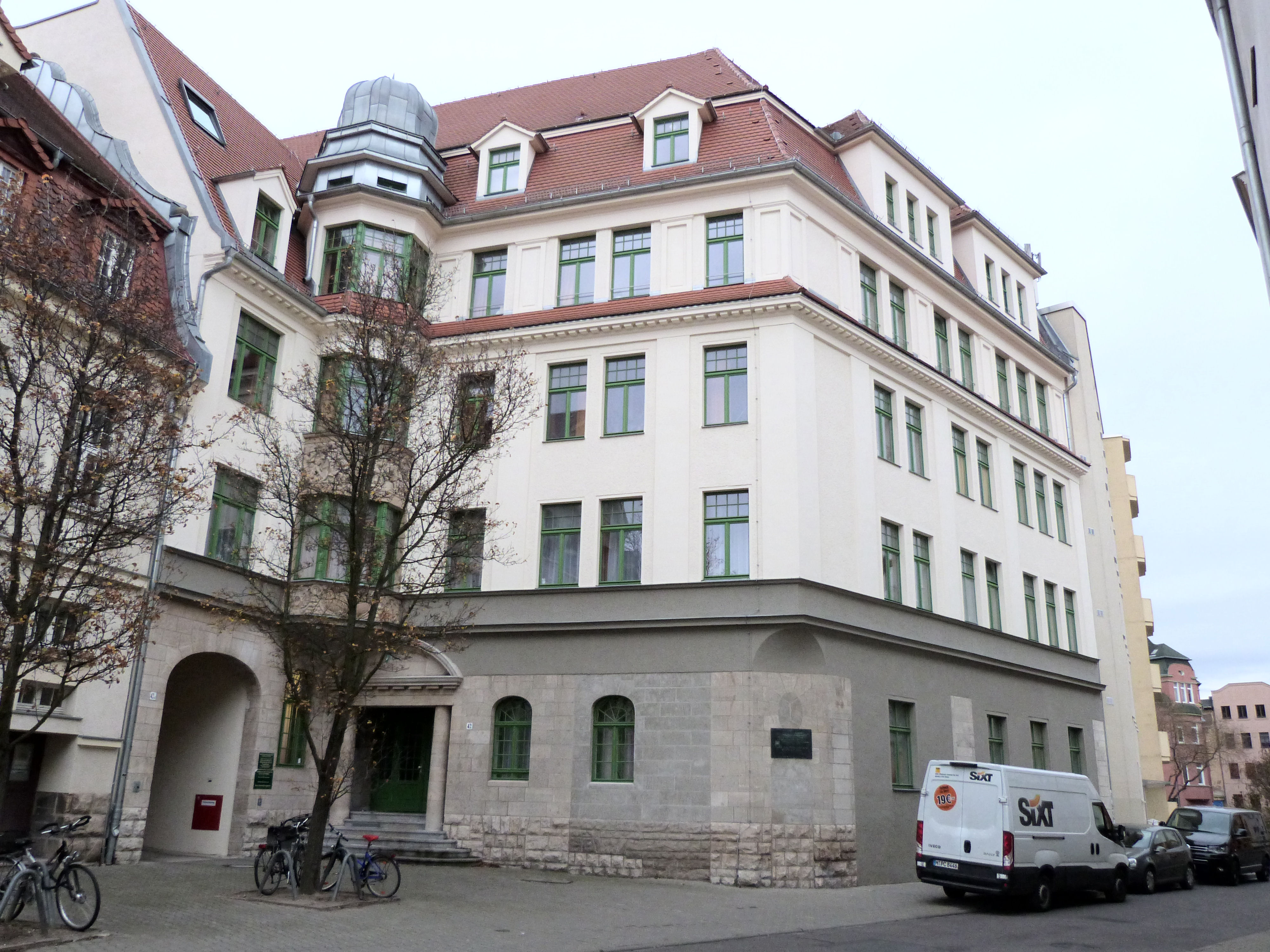
Ehemaliges Gewerkschaftshaus in Halle (Saale)

Der Anstoß zum Sammeln und damit Bewahren der Bücher wurde laut Peter Sodann durch eine Begegnung im Jahre 1990 vor dem Gewerkschaftshaus in Halle (Saale) ausgelöst. Er beobachtete, wie Bücher zur Entsorgung auf einen LKW geworfen wurden. Das habe ihn sehr geärgert:

„Ein zehnjähriges Mädchen sei zu ihm gekommen. ‚Herr Sodann, am Gewerkschaftshaus passiert etwas, was meinen Eltern nicht gefällt. Sie haben Angst‘, sagte das Kind. Sodann ging hin und sah, wie vor dem Gewerkschaftshaus mehrere Lkw standen, auf die massenhaft Bücher geworfen wurden. Was sie da machen, wollte er von den Leuten wissen. ‚Wir schmeißen die Russenschwarten weg. Und wenn Du nicht abhaust, schmeißen wir Dich gleich mit auf den Lkw‘, sollen diese geantwortet haben.“

Der Anlass für diese Aktion war die im Januar 1990 stattfindende Auflösung des FDGB-Bezirksvorstandes Halle, damit wurde auch die zugehörige Bibliothek aufgelöst. Weiterhin wurde in diesem Zeitraum auch die Bibliothek des in der Puschkinstraße in Halle befindlichen „Hauses der DSF“ aufgelöst. Peter Sodann bekam Kenntnis von diesen Vorgängen und bewahrte die zur Entsorgung vorgesehenen Bücher vor der Vernichtung, die damit den Grundstock der Peter-Sodann-Bibliothek bilden.

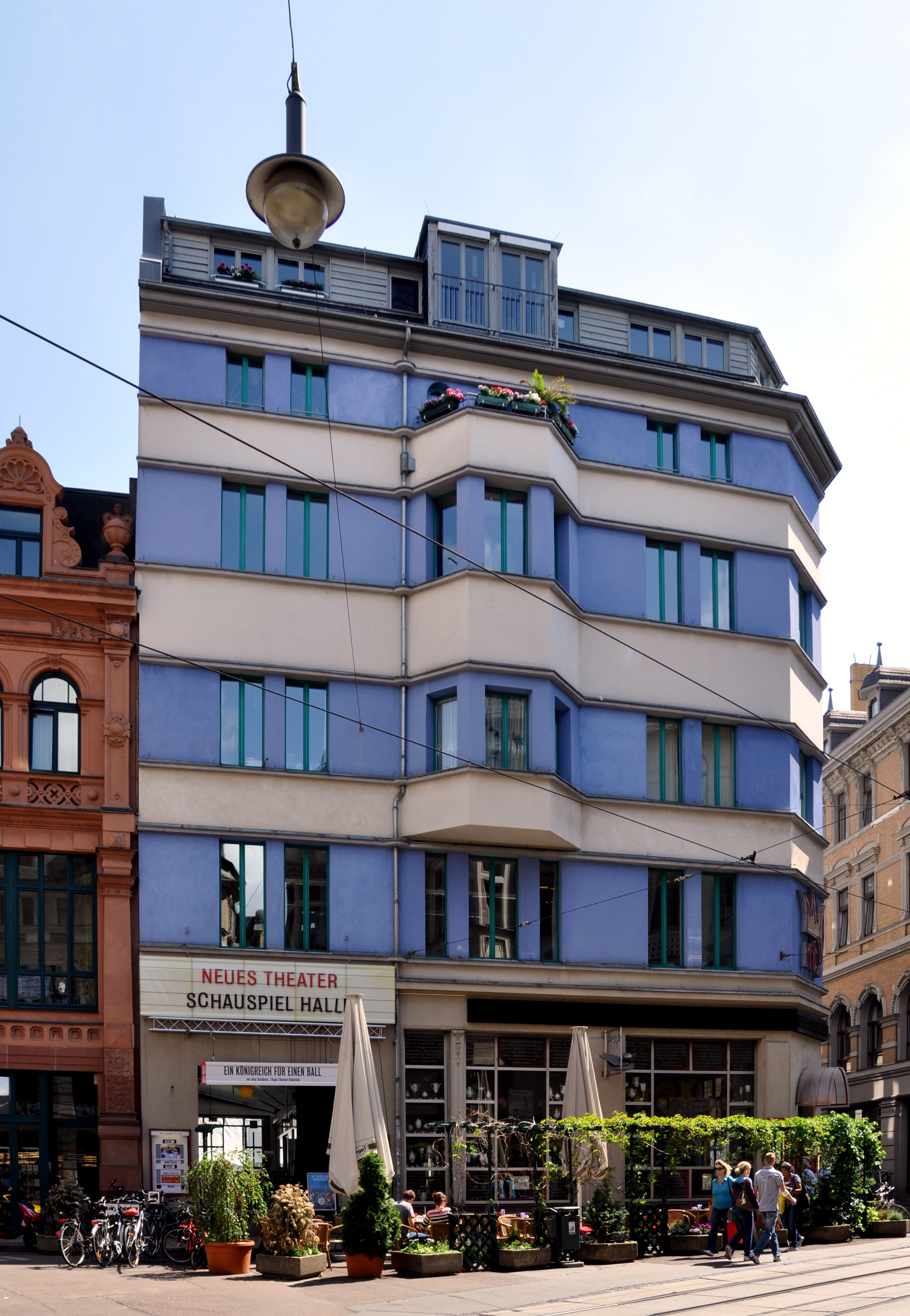
Neues Theater in Halle (Saale) 2012

Die Bücher und andere schriftliche Dokumente wurden vorerst im Neuen Theater und in einem diesem gegenüberliegenden Gebäude, dem heutigen Puppentheater, untergebracht. Nach Schätzung von Zeitzeugen waren es ca. 10.000 bis 12.000 Stück.
Die Bibliothek wurde in den 1990er-Jahren weiter ausgebaut. Zur Betreuung konnten über das damalige Arbeitsamt zwei Mitarbeiter gewonnen werden, die auch von diesem bezahlt wurden. Mit dem Theaterbus des Neuen Theaters wurden weitere Buchkonvolute aus ganz Sachsen-Anhalt eingesammelt. Auch wurden im Jahr 2000 die verbliebenen Rest-Bücher aus der Waldsiedlung Wandlitz abgeholt. Diese Bücher lagerten in zwei Containern und waren in schlechtem Zustand, es waren aber viele Erstauflagen mit Widmungen dabei. Das ZDF und Deutschlandfunk Kultur berichteten.

### 2007–2012 Merseburg
Die in Theatergebäuden untergebrachte Büchersammlung konnte nur ein Provisorium sein. Aufgrund mangelnder Alternativen und mangels Unterstützung seitens der Behörden in Halle erfolgte 2007 ein Umzug nach Merseburg. Dort wurde die Sammlung in einer Turnhalle untergebracht.
Ebenfalls 2007 erfolgte die Gründung eines Vereins mit dem Namen Verein zur Förderung, Erhaltung und Erweiterung einer Sammlung von 1945–1990 im Osten Deutschlands erschienener Literatur (Peter-Sodann-Bibliothek). Die Gründung erfolgte am 27. Juni 2007 mit 17 Gründungsmitgliedern. Vorsitzender des Vereins ist Heiko Isopp.
2008 konnten in Zusammenarbeit mit dem Europäischen Bildungswerk für Beruf und Gesellschaft gemeinnützige GmbH (EBG) mehrere Mitarbeiter für die Erfassung und Eingabe in das Bibliotheks-Datenbanksystem Allegro gewonnen werden. Auch die erforderliche Hardware wurde vom EBG gestellt.

### Ab 2012 Staucha

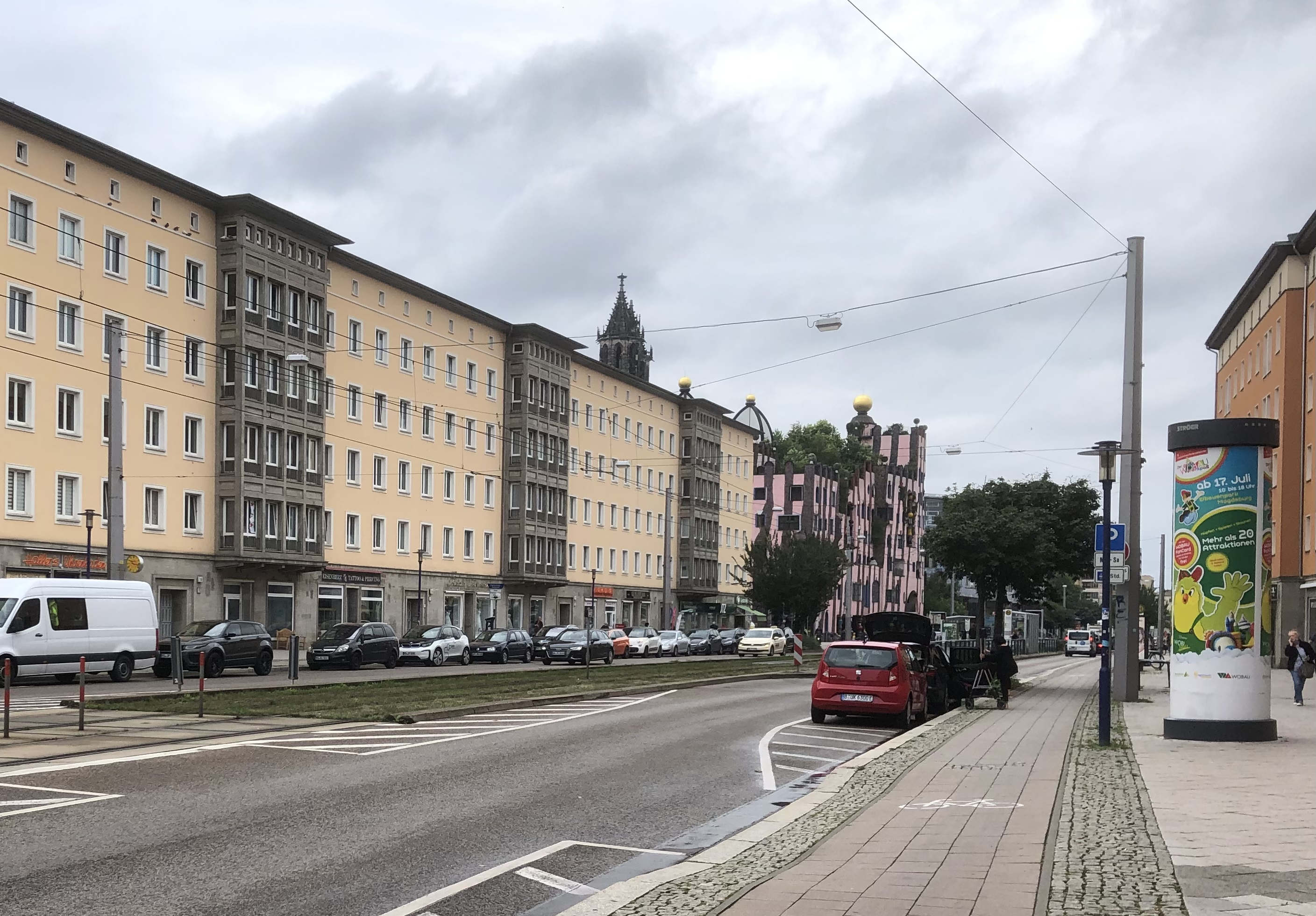
Breiter Weg in Magdeburg

Wie in Halle war die Unterbringung der Sammlung in Merseburg nur provisorisch, sodass die Suche nach einer definitiven Unterkunft weitergehen musste. Dazu wandte sich  Peter Sodann mit einem Aufruf an die Öffentlichkeit. Dieser wurde von der Gemeindeverwaltung Stauchitz positiv erwidert. So zog die Bibliothek im Jahr 2012 mit annähernd 120.000 Büchern (102 Paletten mit je ca. 30 Bananenkartons) in die Gebäude des ehemaligen Rittergutes in Staucha.
Am 12. Mai 2012 wurde die Bibliothek mit 359 Gästen aus Politik und Gesellschaft feierlich eröffnet, mit Redebeiträgen u. a.  von Elmar Faber, Eberhard Görner, Gregor Gysi, Christoph Links, Walter Niklaus, Ernst Röhl und Franz Sodann.
Der Bibliothek angeschlossen ist ein Online-Antiquariat, über das Dubletten und nicht zur Sammlung passende Bücher verkauft werden.
2021 wurden in Magdeburg auf der Straße Breiter Weg die Geschäftsräume der Bücherkiste Peter Sodann eröffnet. Diese dient dem Verkauf von Dubletten, als Annahmestelle für zu sammelnde Literatur und als Begegnungsstätte für Bücherfreunde. Dem Laden angeschlossen ist ein Lager auf der Schönebecker Straße in Magdeburg. Im März 2024 wurde ein weiteres Online-Antiquariat für den Standort Magdeburg eröffnet.
Die Bibliothek beschäftigt in Staucha drei hauptamtliche Mitarbeiter und 20 ehrenamtliche Helfer, in Magdeburg 50 ehrenamtliche Mitarbeiter.
2024 wurde bekannt, dass die weitere Finanzierung der Bibliothek nach Sodanns Tod unsicher ist, nachdem verschiedene Anträge zur Förderung gescheitert waren.

## Genossenschaft
Mit der Einrichtung der Bibliothek in Staucha war die Zeit der Provisorien vorbei. Um diese auch organisatorisch auf ein stabiles Fundament zu stellen, wurde 2018 eine Genossenschaft gegründet und der Verein aufgelöst. Die Gründung der gemeinnützigen Genossenschaft Peter-Sodann-Bibliothek eG „…wider dem vergehen“ erfolgte am 17. November 2018 in Staucha mit 46 Mitgliedern. Derzeit (2023) hat die Genossenschaft 137 Mitglieder.

## Bestand

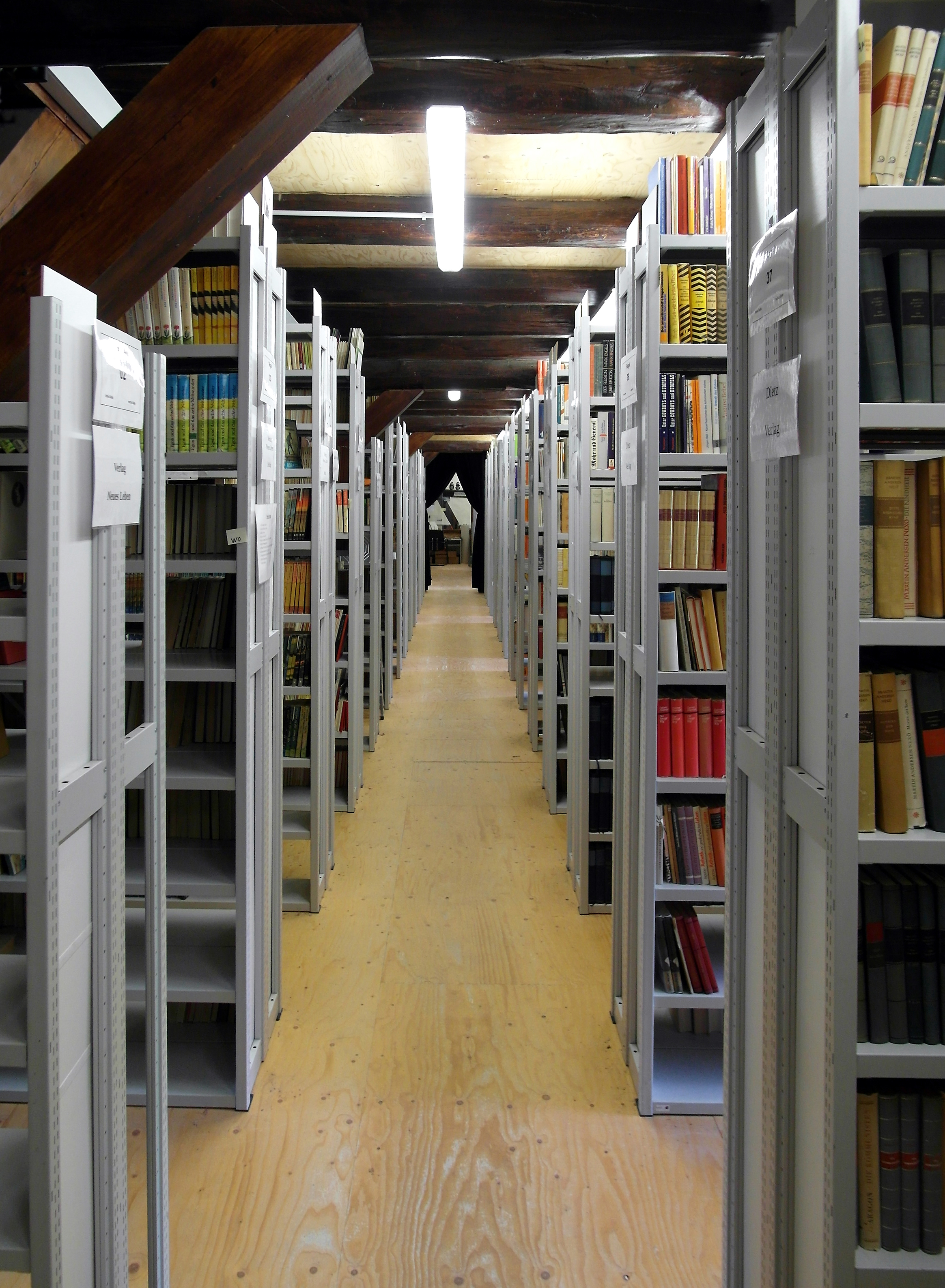
Regalreihen der Bibliothek

Der Bestand der Bibliothek ist nach Verlagen sortiert. Es sind ca. 210.000 Bücher registriert. Etwa 450.000 Bücher harren noch der Registrierung, diese sind in Staucha in Bananenkisten eingelagert. Die Besonderheiten der Bibliothek sind:
- die Sortierung nach Verlagen der DDR
- der Bestand an sogenannter Grauer Literatur, also der Literatur, die nicht von Verlagen herausgegeben wurde, sondern von Organisationen, Betrieben, Parteien, Verbänden usw. Auch Selbstverlage und Eigendrucke fallen darunter. Die Graue Literatur unterlag nicht der Pflichtabgabe an die Deutsche Bücherei in Leipzig (heute Deutsche Nationalbibliothek).
- die Erhaltung und Sammlung der Schutzumschläge der Bücher.

## Ausblick
Für die Schärfung des Profils und damit eine bessere Sichtbarkeit in der Öffentlichkeit wird derzeit am Konzept „Sammlung der Literatur der DDR und SBZ (Ostdeutsche Bücherei)“ gearbeitet. Damit verbunden ist die Bewerbung um die Aufnahme in das Weltdokumentenerbe der UNESCO.